# Borolia steniptera
Borolia steniptera är en fjärilsart som beskrevs av George Francis Hampson 1905. Borolia steniptera ingår i släktet Borolia och familjen nattflyn. Inga underarter finns listade i Catalogue of Life.